# Sorin Grindeanu
Sorin Mihai Grindeanu (Karánsebes, 1973. december 5. –) román informatikus, szociáldemokrata párti politikus, hírközlési miniszter (2014–2015), majd egy rövid ideig Románia miniszterelnöke (2017)., Románia miniszterelnök-helyettese (2021-)

## Élete
A temesvári Nyugati Egyetem Matematika Kar informatikai szakán diplomázott 1997-ben, majd 1997 és 1998 között ugyanitt az adatbázisok kezelésére specializálódott. Két évig gyakornok, majd egy évig tanársegéd volt a temesvári egyetem szociológiai és pszichológiai karán. 1999-ben három hónapos Tempus-ösztöndíjjal Bolognában szociális statisztikára szakosodott. 2001-ben tanulmányokat folytatott a frankfurti Institut für Erwachsenenbildungon, a portugáliai Universidade de Aveiron és a brit Metropolitan Leeds Universityn.
2001 november és 2004 januárja között a Temes megyei ifjúsági és sportigazgatóság igazgatójaként tevékenykedett, majd a Delpack Invest Kft. vezérigazgató-helyettese volt (2005–2008). 2008 márciusában az Ahm Smart Kft. igazgatójává nevezték ki, melynek éléről még júniusban távozott, mivel megválasztották Temesvár alpolgármesterévé.
1996 óta tagja a Szociáldemokrata Pártnak (PSD). 2008 óta a PSD temesvári elnöke, 2005 és 2013 között a párt Temes megyei alelnöke. 2012-ben beválasztották a Képviselőházba. 2012 és 2013 között tagja a Képviselőház Informatikai és Hírközlési Bizottságának, 2013-tól pedig a Védelmi, Rendészeti és Nemzetbiztonsági Bizottságának.
2014 decemberében a Victor Ponta negyedszerre átalakított kabinetjének hírközlési minisztere lett.  Alig egy évvel később, 2015. november 4-én a szociáldemokrata Ponta-kormány – a bukaresti Colectiv klubban történt halálos áldozatokat követelő diszkótűz miatt – az utcára vonuló tüntetők nyomására benyújtotta lemondását, Grindeanu pedig november 17-én átadta helyét a Cioloș-féle technokrata kormány új miniszterének, Marius Bostannak.
A 2016-os romániai parlamenti választásokat követően 2016. december 30-án Klaus Johannis államelnök a PSD javaslatára aláírta Grindeanu miniszterelnöki kinevezését. 2017. január 4-én a parlament bizalmat szavazott a Grindeanu-kormánynak, amelyet még aznap hivatalba is iktattak.
Miután a Liviu Dragnea, illetve Călin Popescu-Tăriceanu vezette szociálliberális PSD–ALDE-kormánykoalíció a kormányprogram végrehajtásának késésére hivatkozva megvonta a bizalmat Grindeanutól, lemondásra szólították fel, de ő nem volt hajlandó távozni. A párton belüli huza-vonát követően végül a bukaresti parlament június 21-én megszavazta a koalíció bizalmatlansági indítványát, ezzel véget ért a miniszterelnöksége. Grindeanu – és kabinetje – az új kormány parlamenti beiktatásáig ügyvivőként, korlátozott hatáskörrel folytatta munkáját.